# ザクセン級フリゲート
ザクセン級フリゲート (ドイツ語: Fregatte SACHSEN-Klasse, 英: Sachsen-class frigate) は、ドイツ海軍のフリゲートの艦級。公称艦型は124型（Klasse F124）。NAAWS戦闘システムを搭載した防空艦で、その外見と性能から、ミニ・イージス艦とも俗称される。

## 来歴
1980年代後半、NATO加盟8カ国の海軍は、NFR-90構想のもとで、フリゲートの国際共同開発計画に着手した。西ドイツ海軍も、ハンブルク級駆逐艦（101型）およびリュッチェンス級駆逐艦（103型）の更新のため、この計画に加わっており、当初は8隻の建造を予定していた。しかし計画の過程で各国の要求事項の差異が顕在化し、計画は遅延しはじめたことから、老朽化が特に著しかったハンブルク級駆逐艦の更新には間に合わないと判断し、1987年、これとは別にブランデンブルク級フリゲート4隻の建造計画に着手した。これに伴い、NFR-90の予定建造数は8隻から4隻に削減された。
しかしその後も計画は難航し、1989年にはイギリス、フランス、イタリアが相次いで計画から離脱した。ドイツを含め、残る5ヶ国は計画の続行を試みたものの、1990年1月18日、計画のキャンセルが決定された。計画の参加国はそれぞれに戦闘艦の開発を続行することとなったが、このうち、ドイツ、オランダ、スペインの3カ国はTFC（Trilateral Frigate Cooperation: 三国フリゲート共同）計画を開始した。1993年10月には、ドイツのブローム・ウント・フォス（B+V）社、オランダのロイヤル・シェルデ社、スペインのバサン社の3社で、共同調達や調達方針に関する覚書が取り交わされた。艦隊防空への運用構想の違いのため、スペイン海軍はのちに計画から離脱してイージスシステムを採用したアルバロ・デ・バサン級フリゲートを建造したが、残るドイツとオランダは2カ国で計画を続行した。これによって建造されたのが本級であり、また、オランダにおけるTFC計画艦がデ・ゼーヴェン・プロヴィンシェン級フリゲートである。
1996年6月には、B+V社のほかホヴァルツヴェルケ＝ドイツ造船（HDW）、ティッセン＝ノルトゼーヴェルケ（TNW）による建造コンソーシアムであるARGE F124が3隻の建造契約を受注した。

## 設計
NFR-90計画の反省から、TFC計画では船体や機関の共通化を諦め、装備の共通化に力点をおいていた。この結果、設計はドイツの独自色が強く、基本的にはブランデンブルク級フリゲート (123型) の発展型となっている。

### 船体
船型は長船首楼型、煙突はV字型配置と、いずれも123型と同様である。またMEKO型フリゲートで開発されたモジュール方式の採用や、ダブルスキン構造の主隔壁と、上甲板（船楼甲板）レベルに通された3本のボックスガーダーという特徴的な内部構造も踏襲されている。ただしレーダー反射断面積（RCS）の低減など、ステルス性への配慮については、更に強化されている。船体、マスト、上部構造を含めた構造材料の大部分はD36調質高張力鋼とされた。船体内は7つの水密区画に区分されている。
設計にあたっては、排水量にして270トンの増大まで許容できる将来発展余地が見込まれた。また部隊指揮官および幕僚のための区画が用意されているほか、女性乗員の追加も見込まれている。食堂は4室設けられているほか、図書室やフィットネス・ルーム、また5床の病床を備えた病室1室も設けられている。
なお減揺装置としては、123型で装備されていたフィンスタビライザーは省かれ、1枚舵に減揺機能を組み込んだものとなっている。旋回半径は約570メートルである。

### 機関
主機方式に関しては、ブレーメン級（122型）以来MTU 20V956 TB92ディーゼルエンジンとゼネラル・エレクトリック LM2500ガスタービンエンジンによるCODOG方式が踏襲されてきたのに対し、本級ではガスタービンエンジンを1基に削減し、高速時にはディーゼルエンジンと併用するCODAG構成とされた。またディーゼルエンジンは、ボアストローク比が大きいMTU 20V1163 TB93に変更された。排水量の増大にもかかわらず、船体延長による造波抵抗の低減効果を期待して、最大出力は51,600馬力と、123型（51,680馬力）と同程度に抑えられている。
電源としては、出力1,000キロワットのディーゼル発電機が4基搭載されており、2基を1組として前後に1組ずつ振り分けている。電気方式は60ヘルツの交流で、電圧は400ボルトまたは115ボルトである。

## 装備

### C4ISR

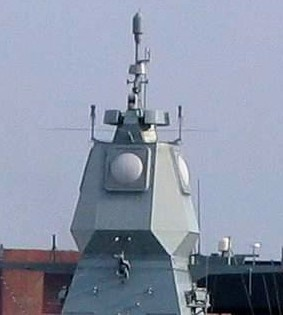
APAR多機能レーダー

戦闘システムの中核となる戦術情報処理装置としては、オランダのシグナール（Signaal、現 タレス・ネーデルラント）社のSEWACO-FDの発展型が採用された。本級では分散処理方式が導入されており、ワークステーション17基と、2基の大型スクリーンを含み、主記憶装置も大容量化されている。またリンク 11およびリンク 16による戦術データ・リンクに対応しているほか、リンク 22への対応も予定されている。
中核的なセンサーとなるのがAPAR多機能レーダーである。これはその名の通り、アクティブ・フェーズドアレイ（AESA）アンテナを用いたフェーズドアレイレーダーであり、塔型の前檣の周囲に4面のアンテナを固定装備している。多機能レーダーとして、目標の捜索・捕捉からミサイルの誘導までを一手に担っているが、Xバンドで動作することから探知距離は比較的短く、これを補完するための早期警戒レーダーとしてLバンドのSMART-Lも併載される。なおSMART-Lについては、2021年にヘンゾルト製のTRS-4D/LR ROTに換装する契約が発注されている。
ソナーとしては、DSQS-24B（ASO-90）をバウ・ドームに収容して搭載する。曳航ソナーの装備も検討されたものの、実現していない。

### 武器システム

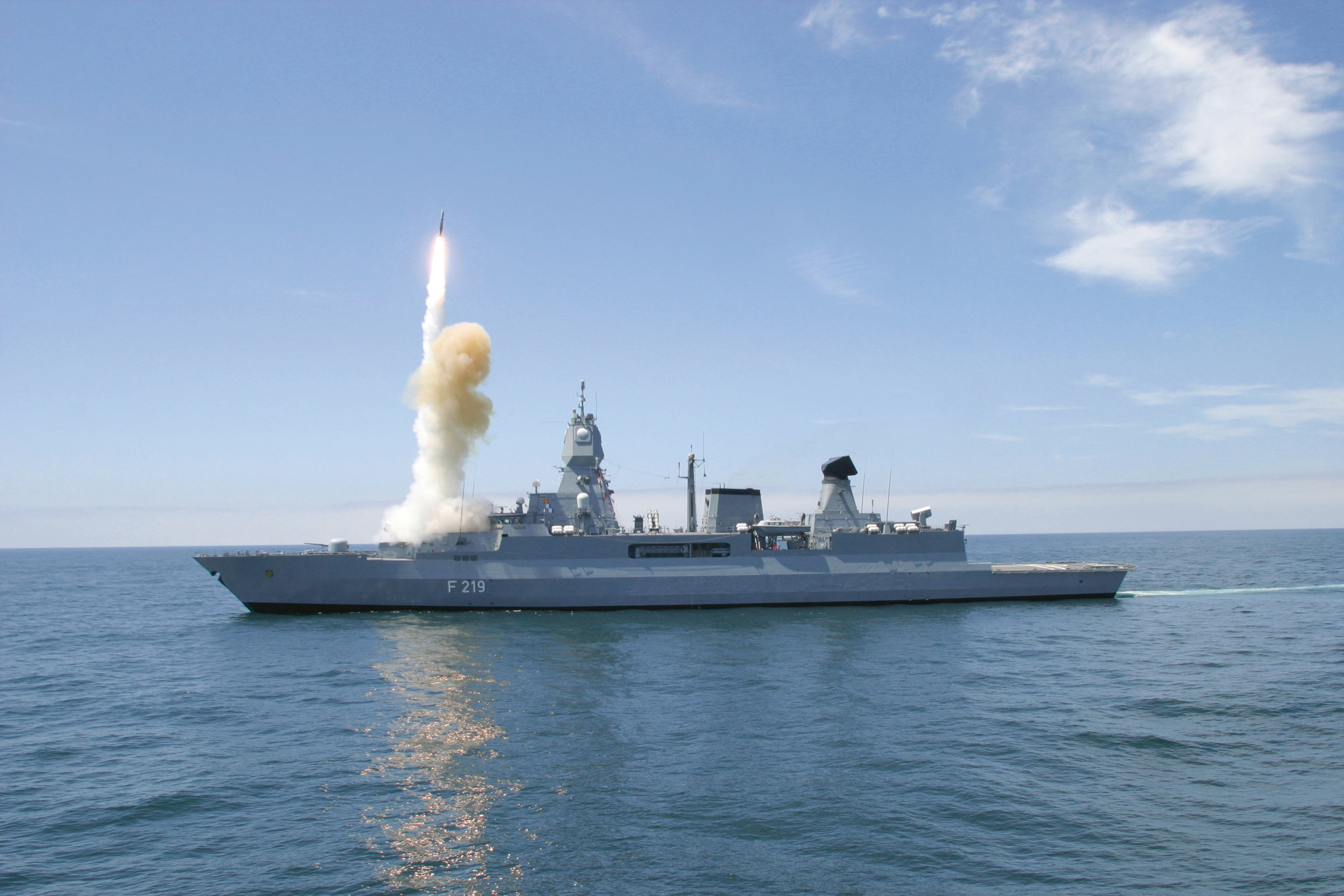
SM-2MRを発射する「ザクセン」

上記の経緯により、本級の武器システムはTFC計画に基づいて開発されたものであり、NAAWS（NATO Anti-Air Warfere System: NATO対空戦闘システム）のコンセプトに基いている。その火力となる艦対空ミサイル（SAM）としては、艦隊防空用としてはSM-2ブロックIIIA、また個艦防空用としてはESSMと、いずれもアメリカ製のミサイルが用いられる。これらのミサイルは、32セルのMk.41 mod.10 VLSに収容されており、標準的には、SM-2が24発、ESSMが32発搭載される。またNAAWSには含まれないが、近距離での防空用として、RAM近接防空ミサイルのMk.49 21連装発射機が搭載されている。
艦砲としては、62口径76mm単装速射砲（76mmスーパー・ラピッド砲）を船楼甲板上に設置した。砲射撃指揮装置としてはAPARのほか、電子光学式のMSP-500も用いられる。また近接目標への備えとしてMLG 27 27mm単装機銃も搭載される。
対艦兵器としては、ハープーン艦対艦ミサイルの4連装発射機2基を装備する。対潜兵器としてはMU90短魚雷のためのMk.32 mod.7 3連装短魚雷発射管2基を備えており、また対魚雷デコイも搭載された。
船尾甲板はヘリコプター甲板とされており、15トンまでのヘリコプターの運用に対応する。ヘリコプター甲板にはHHS着艦拘束・機体移送装置を備えており、シーステート6までヘリコプターの運用が可能である。艦載ヘリコプターはリンクス Mk.88またはNFH90哨戒ヘリコプター2機である。

## 同型艦

### 一覧表

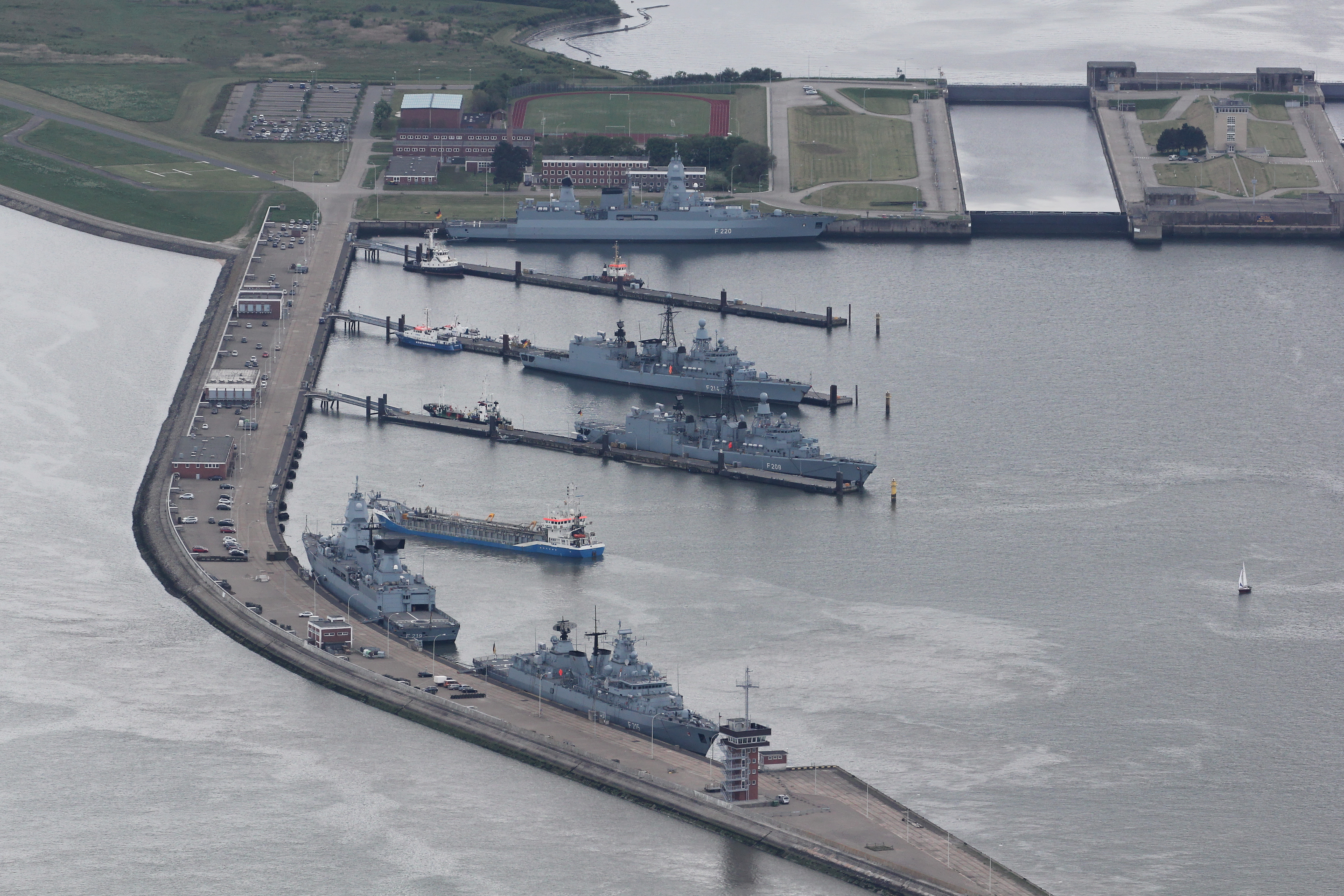
ヘッペンザー・グローデン海軍基地に停泊する独艦
手前から2番目に「ザクセン」、一番奥に「ハンブルク」が接岸している。

| #    | 艦名               | 造船所                         | 起工           | 進水           | 就役            |
| ---- | ------------------ | ------------------------------ | -------------- | -------------- | --------------- |
| F219 | ザクセン Sachsen   | ブローム・ウント・フォス       | 1999年 2月1日  | 2001年 1月20日 | 2004年 11月4日  |
| F220 | ハンブルク Hamburg | ホヴァルツヴェルケ＝ドイツ造船 | 2000年 9月1日  | 2002年 8月16日 | 2004年 12月13日 |
| F221 | ヘッセン Hessen    | ノルトゼーヴェルケ             | 2001年 9月14日 | 2003年 7月26日 | 2006年 4月21日  |

### 運用史
設計はブローム・ウント・フォス社で、1996年に発注され、2003年から2005年にかけて、ザクセン、ハンブルク及びヘッセンの3隻が就役した。4番艦、テューリンゲンは建造が計画されていたものの、起工には至らなかった。
ザクセン級フリゲートは、建造当初は3隻とも2000年に編成された第1フリゲート戦隊（1. Fregattengeschwader）に配備されたが、第1フリゲート戦隊は第6フリゲート戦隊（6. Fregattengeschwader：1994年9月28日編成）と共に2006年1月に解隊され、旧第6フリゲート戦隊所属のブランデンブルク級フリゲート4隻とともに、第2フリゲート戦隊（2. Fregattengeschwader：1988年10月1日編成）に編入された。